# 王楠 (野球)
王 楠（おう なん、ワン・ナン、Wang Nan、1981年10月7日 - ）は中華人民共和国の元プロ野球選手。ポジションは投手。左投右打。

## 概要
- 軟投派で直球は120km/h台ながら、190センチを超える長身から投げ下ろされるスライダー、カーブ、シンカーが武器の中国代表の左腕エース。完投能力のある貴重な投手でもある。

- 2006年にはワールドベースボールクラシック中国代表に選出された。